# ザルカ
ザルカ（ザルカー、アッ＝ザルカー、アラビア語: الزرقاء, Az Zarqāʼ, Zarqa）はヨルダン西部の都市でザルカ県の県都。首都アンマンの北東25kmに位置する。人口は約792,665人（2000年）でヨルダン第2位の大都市であり、ヨルダンの人口の15.5%を占める。ザルカは「青色」を意味する。ザルカの気候は乾燥地域に典型的なもので、昼と夜の気温差が大きく、その寒暖差はアンマンより激しい。

## 歴史

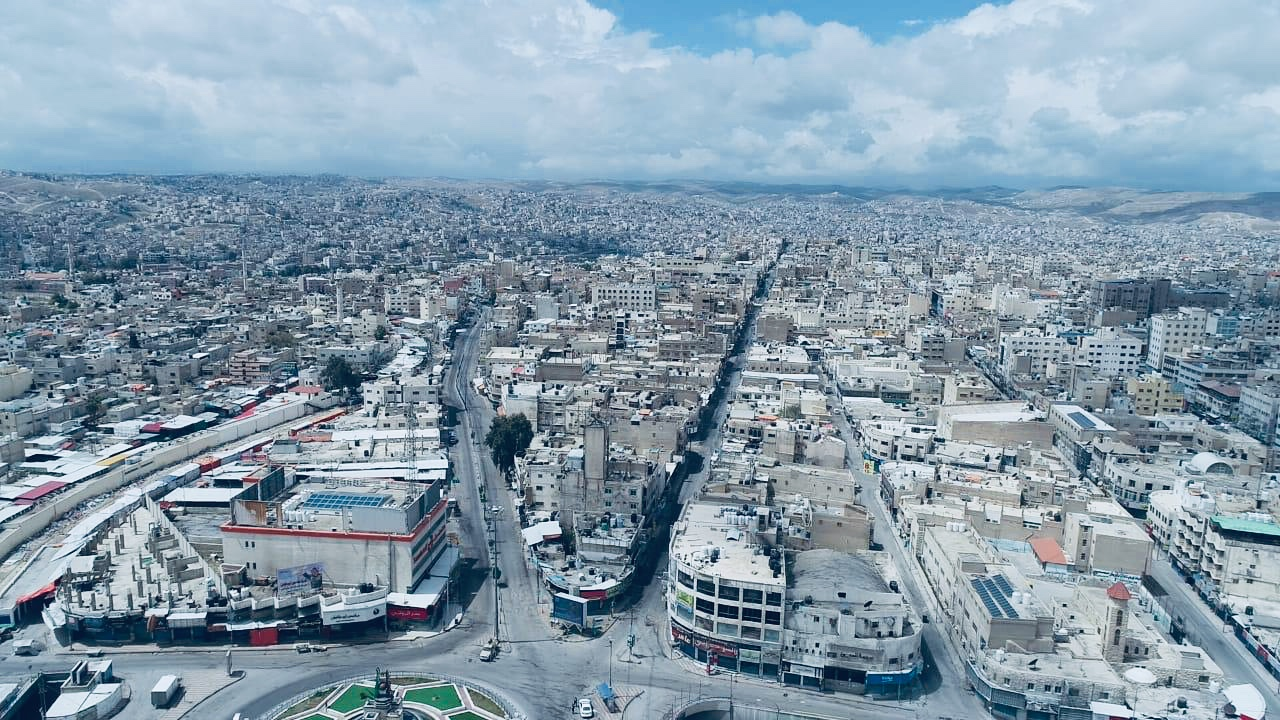
ザルカ市街のパノラマ（2020年）

ロシア帝国からオスマン帝国に逃れてきたムスリムのチェチェン人が1902年にこの地に入植し、町となった。当時ヒジャーズ鉄道が開通し、ザルカに駅を置いたため、周囲の物資集散地として栄え始めた。イギリスによりトランスヨルダン首長国が作られた1920年代にはイギリス軍やアラブ軍団が基地を置く基地の町となった。1940年代以降ザルカにはパレスチナ人難民など人口が流入し市街地は拡大を続けている。特に、第三次中東戦争（六日間戦争）によりヨルダン川西岸地区から逃げてきた人々が人口の5割以上を占めるほか、湾岸戦争後にクウェートから追放されたパレスチナ人も多くがザルカに逃れてきた。
ヨルダン政府は37万人が住める新市街建設を承認しており、サウジアラビア企業の出資で建設が進められる。また新しいオフィスビルやアンマンとの間を連絡する鉄道も建設される予定である。

## 名所・文化
カスル・シェビーブ（Qasr Shebib）という城塞が旧市街のランドマークになっている。また1992年創立のハシミテ大学やザルカー大学の所在地でもある。

## 産業
ザルカはヨルダンの工業の中心であり、国内の工場の50%以上が集中する。首都アンマンに近く、比較的地価が安いことがザルカの経済の成長を支えている。

## 姉妹都市
- オラン、アルジェリア
- スファックス、チュニジア

## 事件
近郊のイギリス軍ドーソン基地跡地は、1960年代末にパレスチナ解放人民戦線（PFLP）に占拠され「革命空港」と名づけられていた。1970年9月のPFLP旅客機同時ハイジャック事件の舞台となったことでも知られる。これはヨルダン内戦を引き起こし、一連の事件は「黒い九月事件」と呼ばれた。
テロリスト・アブー＝ムスアブ・アッ＝ザルカーウィーの出身地でもある。
座標: 北緯32度05分 東経36度06分 / 北緯32.083度 東経36.100度